# Nubia (personaggio)
Nubia è un personaggio immaginario, una supereroina dei fumetti pubblicati dalla DC Comics. La Nubia originale fu creata da Robert Kanigher e Don Heck, e debuttò in Wonder Woman vol. 1 n. 204 (gennaio 1973). Il personaggio moderno di nome Nu'Bia fu creata da Doselle Young e Brian Denham, e debuttò in Wonder Woman Annual vol. 2 n. 8 (1999).

## Biografia del personaggio

### Nubia
Formata dalla creta come gemella di Diana (Wonder Woman), la bruna Nubia fu rapita da Marte, che la crebbe controllando la sua mente così che lo aiutasse ad abbattere le Amazzoni.
Dopo una sessione nella banca memoria delle Amazzoni, Diana si confrontò con una donna guerriera in armatura che la sfidò in un combattimento singolo. Le due inizialmente lottarono, per poi affrontarsi con le spade. Diana e l'intrusa sembrarono arrivare ad un punto di stallo finché l'ultima arrivata non le fece sfuggire la spada di mano, ma esitando nell'ucciderla diede a Diana la possibilità di scontrarsi nuovamente con lei giungendo ad una parità.
La straniera dichiarò "Io sono Nubia!", dopodiché lei e Diana si abbracciarono. La Regina Ippolita si domandò se fosse la stessa Nubia che sarebbe dovuta crescere insieme a Diana come sua sorella.
Nubia lasciò le Amazzoni e ritornò alla sua Isola Fluttuante nascosta (di nome Slaughter Island da Marte). Lei disse a Diana che si sarebbero incontrate di nuovo e che una di loro si sarebbe dimostrata la vera Wonder Woman. Ritornò, naturalmente, e ribadì la sua acclamazione al titolo di Wonder Woman. Ippolita le disse "Certo, Nubia, questa è la legge. Chiunque può sfidare il diritto di mia figlia a quel titolo. Fino ad allora posso desiderare che trovi favore agli occhi di Era come li hai già trovati nei miei?". Successivamente, mise una deroga ad un'offerta ad una lotta propostale da un maschio di Slaughter Island, che lei sconfisse ma non uccise affermando che "Una donna non distrugge la vita, la celebra!".
La comparsa successiva di Nubia avvenne in Supergirl vol. 1 n. 9 (dicembre 1973), scritto da Robert Kanigher. Nella storia, Supergirl fu elevata a ruolo di Amazzone onoraria. Quando più avanti si scoprì che Nubia soffriva di avvelenamento da parte del morso di uno squalo mutato, Ippolita inviò Kara a ritrovare una radice rara necessaria a curarla.
In Super Friends n. 25 (ottobre 1979), Wonder Woman, che fu temporaneamente sotto il controllo del malvagio Overlord, fu tentata di liberare le donne oppresse del continente africano. Disse che gli uomini trattavano ancora le donne come se fossero dei possedimenti e che era ora che le donne si ribellassero agli uomini, con lei stessa come leader. Ma Diana fu interrotta da Nubia. Nubia le disse di astenersi e tornare indietro, arrivando così a combattere con lei e infine, sconfiggendo Overlord, dividendosi poi da amiche.

### Crisi sulle Terre Infinite
Nel 1985, la DC Comics introdusse la storia Crisi sulle Terre Infinite. Alla fine della storia, l'intero Universo DC fu cancellato e ricominciò con la lavagna pulita. Come tale, la versione pre-Crisi di Nubia cessò di esistere.

### Nu'Bia
Qualche tempo dopo la Crisi fu introdotta una nuova versione di Nubia, chiamata Nu'Bia. Quando Nu'Bia incontrò Diana per la prima volta, la chiamò erroneamente con il nome dell'ex regina "Antiope". Nu'Bia fu leggermente sorpresa di scoprire che invece Diana era la nipote di Antiope. La donna si presentò a Diana come Nu'Bia e le disse che vinse il "Torneo di Grazia e Meraviglia", proprio come fece Diana in precedenza, e che fu quindi la prima campionessa delle Amazzoni. La missione assegnatale fu di sorvegliare il "Portale del Destino", che era l'entrata al fiume Stige e il Portale del Tartaro su Themyscira. Entrando nel Portale del Destino ella doveva sorvegliarne l'entrata dall'interno, evitando che le creature ne uscissero e che nessuno entrasse. Dato che a Diana non fu mai raccontato di Nu'Bia si presume che le Amazzoni di Themyscira pensassero che fosse perita durante la sua missione molto prima della nascita di Diana. Nu'Bia spiegò che una volta, durante il suo periodo all'Inferno, incontrò il dio della luce Zoroastriano, Ahura Mazdā, e ne divenne l'amante. Spiegò anche che in un'altra avventura in cui aiutò le Gorgoni, le fu donata l'abilità chiamata Vista Fredda che le permise di trasformare ogni essere vivente in pietra come dono di gratitudine da parte delle Gorgoni. Dopo aver aiutato Wonder Woman con la sua missione, Nu'Bia ritornò all'oltremondo per vedere Ahura Mazdā.
La volta successiva in cui comparve Nu'Bia, un ascensore a Las Vegas improvvisamente esibì un'insegna dorata simile a un leone. Quando Diana investigò su questo strano fenomeno, Nu'Bia uscì dall'ascensore. Disse "Ho viaggiato a molte leghe dal regno della luce. Ho inseguito il re-demone Ahriman attraverso la provincia di Nox e del territorio delle ombre. Finalmente l'ho trovato qui, nel Mondo dei Patriarchi...alla mia antica dimora lontana. È alquanto strano, Principessa, che trovi qui anche te".
Il demone Ahriman uccise Ahura Mazdā, e ne tirò fuori il cuore dal corpo. Nu'Bia giunse sulla Terra alla ricerca di Ahriman, sperando di poter ritrovare il cuore del suo amante e resuscitarlo. L'ultima volta che si vide Nu'Bia aveva in suo possesso Ahriman e rientrò nell'ascensore diretta nell'Ade per resuscitare il suo amato.

## Poteri e abilità
Nu'Bia possiede 3000 anni di esperienza bellica che le fornisce una profonda conoscenza nel combattimento corpo a corpo così come nel maneggio delle armi. Come Amazzone di Themyscira, possiede anche l'immortalità che le permette di vivere indefinitamente in forma giovanile, ma che la lascia indifesa alle ferite e alla morte per mano delle proprie azioni. Possiede anche superforza e intelligenza. Come mostrato per tutte le appartenenti alla sua tribù, possiede la capacità di spezzare l'acciaio e il calcestruzzo a mani nude, può saltare oltre 32 metri da ferma, possiede un'alta resistenza e un velocissimo fattore di guarigione, nonché l'abilità di assorbire e interpretare una vasta quantità di nozioni in brevissimo tempo.
Nu'Bia, in aggiunta agli altri poteri tipici delle Amazzoni, possiede l'abilità di guarire il suo corpo dalle ferite fisiche e dalle tossine diventando un tutt'uno con la Terra e riformando nuovamente il suo corpo. La prima volta che lo fece Diana pregò la dea Gea dicendo "Gea, ti prego. Dammi la forza. Tu sei la Terra che mi ha allattata, che mi ha nutrita e allevata. Attraverso te tutta la vita è rigenerata. Il cerchio senza fine. Ti prego, madre Gea, riprendimi nel tuo grembo. Ti prego, rendimi meritevole". Questo era un rituale molto sacro per le Themysciriane, da essere utilizzato solo in circostanze di estremissima necessità.

## Altre versioni

### Terra-23
Renee Montoya si avventurò con il Capitan Marvel di Terra-5 nel tentativo di reclutare ogni equivalente di Superman di ogni universo perché si unisse all'Armata del Cielo di Nix Uotan su Terra-Zero (la terra primaria della DC). L'inizio del numero illustrò la loro visita ad un universo in cui un Superman di colore era in apparenza il Presidente degli Stati Uniti. Questo Superman conferì con una Wonder Woman di colore, a cui lui si riferì chiamandola Nubia. Questa Nubia era una delle "Wonder Women di Amazzonia", e utilizzò una reliquia chiamata Wonder Horn per convocare Renee e gli altri nel suo mondo.
Questa versione di Nubia ricomparve successivamente come membro della Justice League della Terra, e la sua Terra fu ufficialmente riconosciuta come la Terra-23 del multiverso.

## Altri media
- Nel 1975, l'attrice Teresa Graves della serie televisiva Get Christie Love della ABC (poi cancellata) fu favorita dai produttori della serie televisiva di successo Wonder Woman al fine di interpretare la sorella di colore della protagonista, ma la serie si mosse alla CBS nel 1977, prima che il personaggio potesse comparire nello show. Quello stesso anno, la Mego Corporation produsse una bambola di Nubia correlata allo show, con la scritta "super nemica di Wonder Woman". Indossando un costume in stile gladiatore modellato su quello indossato dalla Graves, e somigliante all'uniforme indossata da Nubia nei fumetti, alla bambola fu anche data una striatura bianca nei capelli altrimenti neri, come tocco drammatico.
- Nella seconda stagione, l'episodio "Knockout", dopo che lo show fu spostato alla CBS, l'attrice Jayne Kennedy ebbe il ruolo dell'avventuriera bruna, senza nessuna apparente connessione a Nubia o all'Isola delle Amazzoni.
- Anche se Nubia non comparve mai nella serie televisiva Wonder Woman, un personaggio con origini simili comparve poco prima nel film televisivo Wonder Woman del 1974 con protagonista Cathy Lee Crosby. Nel film, un'Amazzone di nome Ahnjayla lasciò l'Isola Paradiso e divenne la nemesi di Wonder Woman. Ahnjayla fu interpretata dall'attrice Anitra Ford, che fu la modella originale dell'Ok, il prezzo è giusto! statunitense.
- Nubia compare brevemente nel videogioco Mortal Kombat vs. DC Universe durante la modalità gioco della storia di Wonder Woman.
- Nubia è ricomparsa anche nel videogioco MultiVersus.

### Nubia
- Wonder Woman vol. 1 dal n. 204 al n. 206[1]
- Supergirl vol. 1 n. 9
- Super Friends n. 25

### Nu'Bia
- Wonder Woman Annual vol. 2 n. 8
- Wonder Woman vol. 2 n. 154 e n. 155
- Wonder Woman vol. 2 n. 188 (cameo)